# Valea Ratei
Valea Ratei – wieś w Rumunii, w okręgu Buzău, w gminie Murgești. W 2011 roku liczyła 56 mieszkańców.